# Safet Hadžić
Safet Hadžić (Lubiana, 6 ottobre 1968) è un allenatore di calcio ed ex calciatore sloveno, tecnico del Koper.

## Palmarès

### Allenatore
- Coppa di Slovenia: 1

Olimpia Lubiana: 2018-2019